# Walter Mentzel

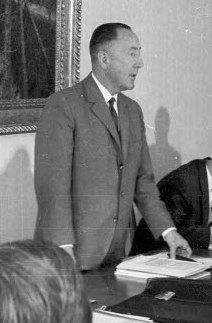
Walter Mentzel (1964)

Walter Mentzel (* 22. Januar 1899 in Torgelow; † 27. März 1978 in Eckernförde) war ein deutscher Politiker (NSDAP, Deutsche Partei, CDU). Er war von 1958 bis 1969 Vorsitzender der CDU-Fraktion im Landtag von Schleswig-Holstein.

## Leben
Nach dem Abitur an einem Realgymnasium studierte Mentzel an der Universität Greifswald, der Christian-Albrechts-Universität zu Kiel und der Hessischen Ludwigs-Universität. Seit 1920 war er Mitglied des Corps Saxonia Kiel und des Corps Hassia Gießen. 1923 bestand er das Erste juristische Staatsexamen. Nach dem anschließenden Referendariat legte er 1928 auch das Zweite Staatsexamen ab und war anschließend als Rechtsanwalt in Kiel tätig. Zum 1. Oktober 1930 trat er in die NSDAP ein (Mitgliedsnummer 341.755). In der Zeit des Nationalsozialismus war er von 1933 bis 1945 Bürgermeister der Stadt Kiel. 1941 wurde er von Gauleiter Hinrich Lohse als Gebietskommissar für Reval-Stadt in die Verwaltung des Reichskommissariats Ostland mitgenommen. Danker und Lehmann-Himmel charakterisieren ihn in ihrer Studie über das Verhalten und die Einstellungen der Schleswig-Holsteinischen Landtagsabgeordneten und Regierungsmitglieder der Nachkriegszeit in der NS-Zeit als Besatzungsakteur und „exponiert-nationalsozialistisch“.
Im Verlauf von Mentzels Entnazifizierungsverfahren wurden seine Ruhegehaltsansprüche anerkannt. Mentzel trat 1946 in die Deutsche Partei (DP) ein, deren Landesvorstand in Schleswig-Holstein er bis 1952 angehörte. Im selben Jahr wechselte er zur CDU. Von 1954 bis 1971 war Mentzel Mitglied des Landtages von Schleswig-Holstein, er zog stets als direkt gewählter Abgeordneter des Wahlkreises Eckernförde in den Landtag ein. Von 1954 bis 1958 war er stellvertretender Vorsitzender der Landtagsfraktion der CDU Schleswig-Holstein und stellvertretender Vorsitzender des Ausschusses für Verfassung und Geschäftsordnung. Vom 10. Oktober 1958 bis zum 31. Dezember 1969 war Mentzel dann Vorsitzender der CDU-Fraktion und von 1963 bis 1971 außerdem Vorsitzender des Finanzausschusses. Von 1956 bis 1965 war er Landrat des Kreises Eckernförde, nachdem er bereits Anfang 1945 stellvertretend den Posten als Landrat des Kreises Eckernförde ausgeübt hatte. Mentzel war verheiratet und wohnte zuletzt in Eckernförde.

## Ehrungen
- 1964 wurde er zum schleswig-holsteinischen Staatsrat ernannt[5]
- 1967 erhielt er das Große Bundesverdienstkreuz mit Stern